# Axonopus
Axonopus és un gènere de plantes de la família de les poàcies, ordre de les poals, subclasse de les commelínides, classe de les liliòpsides, divisió dels magnoliofitins.

## Taxonomia
(selecció)
- Axonopus arundinaceus G. A. Black
- Axonopus carajasensis M. Bastos
- Axonopus columbiensis Henrard
- Axonopus compressus (Sw.) P.Beauv.
- Axonopus deludens Chase
- Axonopus derbyanus G. A. Black
- Axonopus fissifolius (Raddi) Kuhlm.
- Axonopus gracilis G. A. Black
- Axonopus grandifolius Renvoize
- Axonopus kaiatukensis Swallen
- Axonopus maguirei G. A. Black
- Axonopus mexicanus G. A. Black
- Axonopus paschalis Pilg.
- Axonopus poiophyllus Chase
- Axonopus purpurellus Swallen
- Axonopus ramosus Swallen
- Axonopus rivularis G. A. Black
- Axonopus rupestris Davidse
- Axonopus steyermarkii Swallen
- Axonopus stragulus Chase
- Axonopus suffultiformis G. A. Black
- Axonopus swallenii G. A. Black
- Axonopus tenuis Renvoize
- Axonopus yutajensis G. A. Black